# シュターツカペレ・ベルリン
シュターツカペレ・ベルリン（独：Staatskapelle Berlin）は、ドイツ・ベルリンに本拠を置くベルリン国立歌劇場附属オーケストラである。

## 概要
プロイセン王立宮廷楽団（Königlich preußische Hofkapelle）として1570年に設立された。1742年のベルリン宮廷歌劇場の開場とともに同歌劇場の座付きオーケストラとなった。音楽監督は「シュターツカペルマイスター」と呼ばれ、現在の音楽総監督はクリスティアン・ティーレマンである。歌劇場のオーケストラとしては、ウィーン国立歌劇場管弦楽団を母体とするウィーン・フィルハーモニー管弦楽団、ドレスデン国立歌劇場管弦楽団と並び古くから演奏会活動が盛んな団体であり、特にスウィトナーとバレンボイムのもとではベートーヴェン、ブラームスほかの交響曲全集などの録音活動も非常に活発である。客演指揮者としてもヴィルヘルム・フルトヴェングラー、ヘルベルト・フォン・カラヤンなど多くの名指揮者が登場している。1977年初来日。

## 音楽総監督
- 1740-1759 カール・ハインリヒ・グラウン
- 1759-1775 ヨハン・フリードリヒ・アグリコラ
- 1775-1794 ヨハン・フリードリヒ・ライヒャルト
- 1816-1820 ベルンハルト・アンセルム・ヴェーバー
- 1820-1841 ガスパーレ・スポンティーニ
- 1842-1846 ジャコモ・マイアベーア
- 1846-1848 カール・エッケルト
- 1848-1849 オットー・ニコライ
- 1871-1887 ロベルト・ラデッケ
- 1888-1899 ヨーゼフ・ズーヒャー
- 1892-1912 カール・ムック
- 1899-1913 リヒャルト・シュトラウス
- 1913-1920 レオ・ブレッヒ
- 1923-1934 エーリヒ・クライバー
- 1935-1936 クレメンス・クラウス
- 1941-1945 ヘルベルト・フォン・カラヤン
- 1948-1951 ヨーゼフ・カイルベルト
- 1954-1955 エーリヒ・クライバー
- 1955-1962 フランツ・コンヴィチュニー
- 1964-1990 オトマール・スウィトナー
- 1992-2023 ダニエル・バレンボイム
- 2024-     クリスティアン・ティーレマン[1]